# Нужен привратник
«Ну́жен привра́тник» (рум. Se caută un paznic) — советский художественный фильм 1967 года, снятый на киностудии «Молдова-фильм» режиссёром Георгом Водэ, притча-комедия по сказке Иона Крянгэ «Иван Турбинкэ» о необычайных приключениях солдата царской армии.

## Сюжет
Отслужив свои 25-лет воинской службы в царской армии, добрый по натуре русский солдат Иван весь свой армейский заработок — два рубля отдал двум нищим, в облике которых были сам Бог и Святой Петр — они спустились на землю, чтобы найти второго стражника у райских врат — Святому Петру, из-за наплыва желающих попасть в рай, стало сложно одному. Так солдат Иван попадает стражником к вратам рая, и службу несёт строго — даже Смерть не пускает к Богу без доклада. Добрый и весёлый, хоть и любитель выпить, Иван приходится ко двору. Но вдруг он влюбляется в прекрасную Ангелицу. Апостолы наказывают за это Ивана розгами, а он всё-таки не отказывается от любви. Но любить может только человек, а не бессмертный стражник, и Бог повелевает Ивану умереть…

В фильме «Нужен привратник» рассказана история русского солдата. После 25-летней службы в русской армии ему, наконец, была дарована свобода, от которой он отвык и которая никак не связывает его с жизнью; у него нет ни крова, ни родных… В этой экстремальной, драматической ситуации герою необходимо обладать огромным жизнелюбием и смелостью, чтобы ее преодолеть. Уже в первом эпизоде фильма мы знакомимся с жизнелюбивым Иваном Турбинкэ, который, несмотря на многолетнее изгнание, не боится жизни, смело бросается в ее водоворот. Вначале он попадает в ад, затем в рай, вступает в единоборство со Смертью. Намытарившись вдосталь, познав «рай» и «ад», Иван Турбинкэ осознает свою миссию на земле — быть Человеком. Эта история рассказана в фильме с жизнеутверждающим пафосом, верой в простого человека.
— Известия Академии наук Молдавской ССР, 1981 год

## В ролях

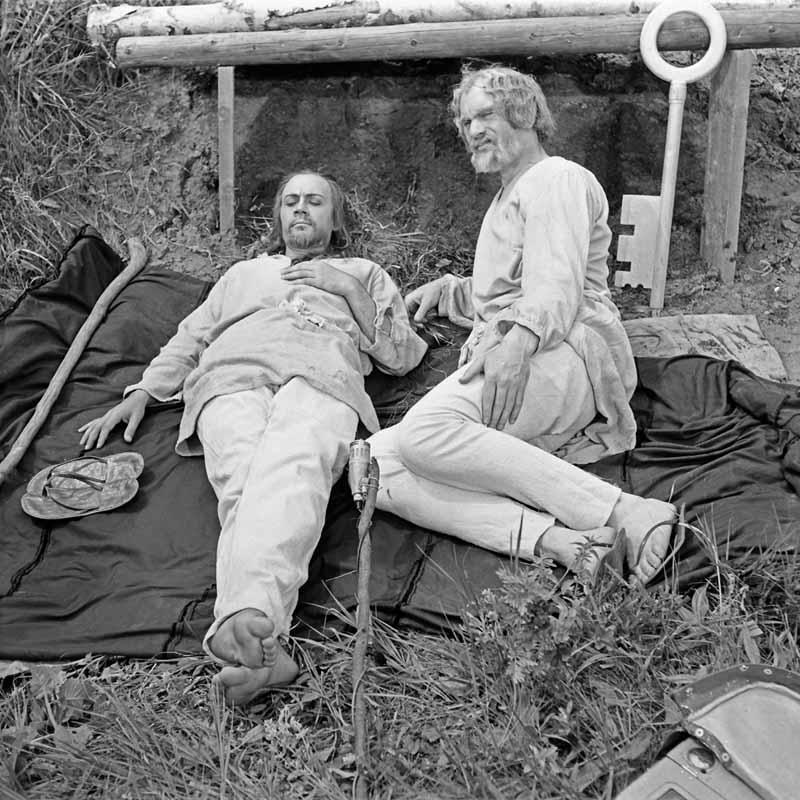
Кадр из фильма: Бог и Святой Пётр — в облике нищих на Земле

- Михаил Волонтир — Иван Турбинкэ
- Ион Унгуряну — Святой Пётр
- Ион Шкуря — Бог
- Нина Водэ — Смерть
- Мария Кибзи — Ангел
- Михай Курагэу — Микидуцэ, чёрт
- Илья Тодоров — Скараоцки
- Валериу Каланча — чёрт
- Анатол Русу — немой
- Андрей Нагиц — святой в Раю
- Ион Горя — апостол Гавриил
- Василий Кику — апостол
- Василе Константин — апостол
- Мефодий Апостолов — апостол
- Думитру Маржине — апостол
- Григоре Григориу — апостол
- Глеб Саинчук — апостол
- Георгий Хассо — эпизод
- Трифон Грузин — эпизод

## О фильме
В современных румынских источниках утверждается, что фильм был «запрещён коммунистическими властями из-за его религиозного содержания и был доступен к просмотру только после распада советского режима», а в современной румынской критике фильм назван «сдержанной сатирой советского давления на местное население» в котором сценарист отразил «иронию, направленную на руководящие принципы социалистического реализма». Однако, такие утверждения не соответствуют действительности.
Фильм не был запрещён — он вышел в прокат (в том числе известно, что демонстрировался в Ленинграде), хотя и в небольшом числе копий, что объяснялось его жанром фантасмагории.
При СССР фильм получил в 1968 году сразу три приза на межреспубликанском кинофестивале 1968 года в Риге, в том числе «За лучшую комедию» и «За лучшую экранизацию»:

Одной из самых интересных на фестивале оказалась картина известных молдавских кинодокументалистов В. Иовице и Г. Водэ «Нужен привратник», созданная по мотивам молдавского фольклора, — их дебют в художественном кино.— журнал «Коммунист Советской Латвии», 1968 год
Материалы о фильме публиковались в ведущих изданиях Молдавской ССР — так журнал «Кодры» за 1981 год называл фильм удачной экранизацией («почти сценичной стала сказка И. Крянгэ „Иван Турбинка“ — после кинопостановки „Нужен привратник“ Георге Водэ и Влада Иовицэ»), а журнал «Коммунист Молдавии» за 1982 год назвал фильм «Одним из очень показательных примеров обогащения актерского творчества, сплавом национального и интернационального». Несмотря на фольклорность, фильм был известен и за пределами Молдавской ССР:

Скоро выйдет на экраны страны сатирическая кинокомедия «Нужен привратник». Это режиссёрский дебют молдавского писателя Георге Водэ и сценариста Влада Иовицэ. Герой фильма — русский солдат Иван. Образ русского солдата сохранился в устном творчестве молдавского народа как образ воина — освободителя, всегда приходящего на помощь людям труда, готовый делить с ними и радость, и горе.— анонс фильма в журнале «Культура и жизнь», 1969 год
При этом запрет фильма якобы из-за его религиозного содержания невозможен — экранизируемое произведение написано в 1878 году, его автор — бывший дьякон, был лишён сана румынскими церковными властями, и сказка про русского солдата Ивана является полемичной сатирой на религию, в том же ключе решён и фильм:

Образ Ивана Турбинкэ олицетворяет в себе протест народа, веками пребывавшего в плену обственных предрассудков: боязни перед богом, чертом, смертью. Иван — земной человек, вступающий в борьбу со всем, что мешает жизни. Эту жизнеутверждающую силу героя превосходно передает актёр М. Волонтир. Сама фактура актера говорит об этом: коренастая, сильная фигура, светящиеся жизнелюбием глаза, уверенные жесты, пружинистый шаг, веселый нрав. Фильм привлекает отсутствием ханжества — в нем здоровый инстинкт человека к полнокровной жизни не подавляется, а откровенно признается. Сила Ивана Турбинкэ как раз в этом и состоит, что он человек земной, со всеми присущими человеку достоинствами и слабостями. Слаб, но и велик. Эту диалектику, свойственную произведению И. Крянгэ, и стремились воплотить авторы фильма, раскрывая правдивый образ народа. При этом необходимо учитывать и полемическое заострение — в противовес райскому ханжеству выдвигается торжество здоровой человеческой природы. В силу особой обобщающей выразительности изобразительного ряда (оператор П. Балан) Иван Турбинкэ становится не просто индивидуальным героем, а как бы концентрирует в себе основные черты человека из народа.— Известия Академии наук Молдавской ССР, 1981 год

## Награды
- Призы «За лучшую комедию», «За лучшую экранизацию» и «За лучшее художественно-декоративное решение» на межреспубликанском фестивале «Большой Янтарь» (Рига, 1968).[4]